# Dança Carajás Festival

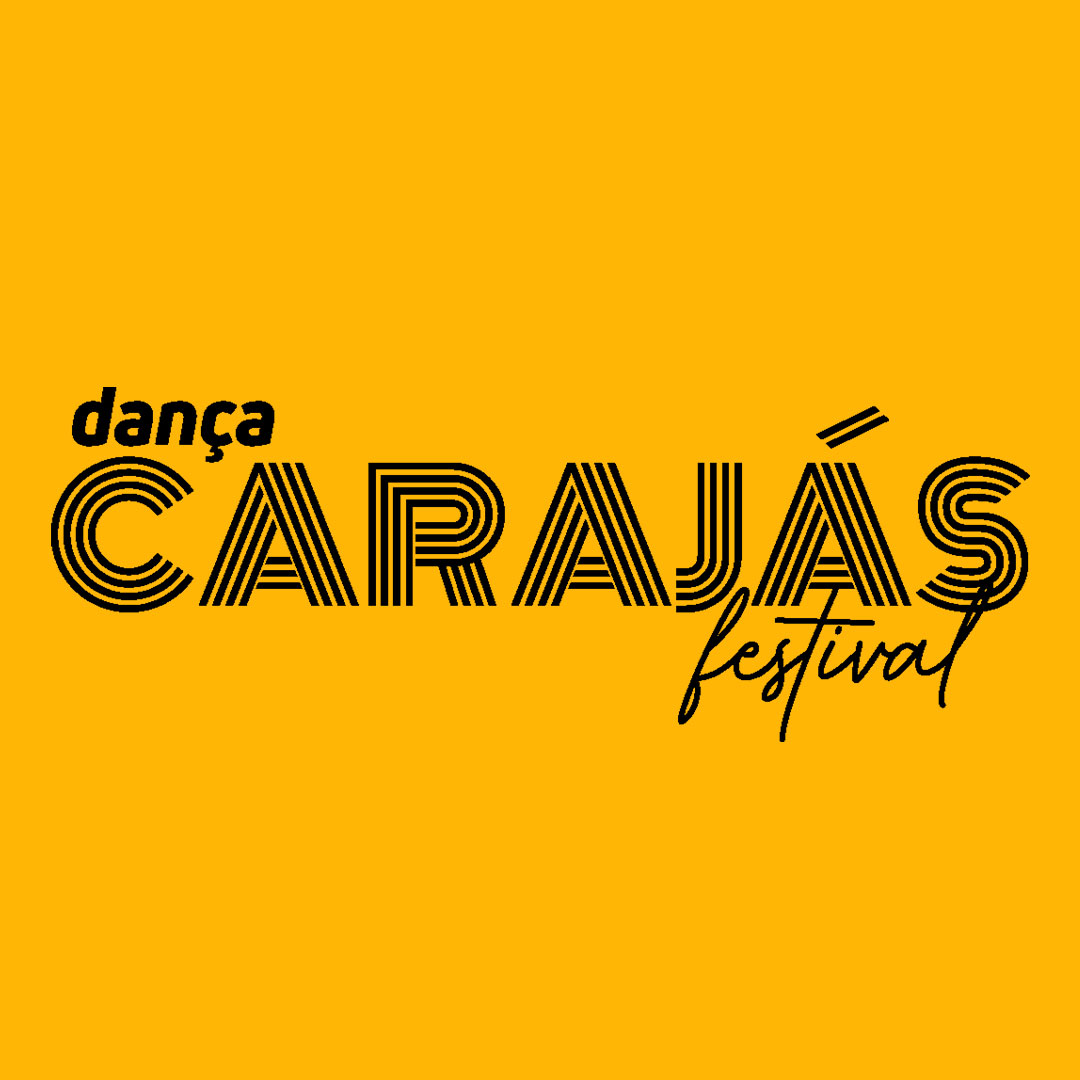
Desafiando o Presente Dançando Rumo ao Futuro

Dança Carajás Festival é um festival brasileiro realizado anualmente em Parauapebas, no estado do Pará, voltado à formação artística, à circulação de espetáculos e ao intercâmbio cultural na região da Amazônia Legal. Criado em 2023, o evento contempla diversas linguagens da dança, como dança contemporânea, urbana, clássica, experimental, étnica e afro-brasileira. Também promove ações sociais, oficinas formativas, premiações, intercâmbios internacionais e apresentações abertas ao público. O festival é financiado por mecanismos públicos de fomento, como a Lei Rouanet, e integra o calendário de eventos culturais da região Norte do Brasil.

## Histórico
O Dança Carajás Festival foi criado em 2023, com o objetivo de promover a valorização da dança no interior da Amazônia Legal, democratizando o acesso à formação, à produção cênica e à circulação artística fora dos grandes centros urbanos. Sua primeira edição foi realizada de 21 a 24 de setembro de 2023, em Parauapebas (PA), reunindo 426 participantes de oito estados brasileiros e 52 grupos artísticos de diferentes vertentes da dança. A programação incluiu oficinas, espetáculos, rodas de conversa, mostras competitivas, premiações em dinheiro e bolsas de estudo nacionais e internacionais, além de ações solidárias, como a doação de leite para mães HIV positivas.
O festival foi o primeiro do sudeste paraense a ser aprovado na Lei Rouanet, com financiamento direto do Ministério da Cultura. Em 2024, o festival passou a integrar ações de internacionalização, com intercâmbios na Argentina (Bariloche, Lago Puelo e Buenos Aires), levando bailarinos e coreógrafos premiados para representar o Brasil em festivais e seminários, além da produção de um documentário intitulado Dançando Além das Fronteiras.
O evento vem sendo reconhecido como referência regional em políticas culturais descentralizadas e foi homenageado no tradicional Baile dos Artistas, em Belém (PA), como o único festival do sul e sudeste do Pará a receber tal honraria.

## Edições anuais
- 2023 – Tema: O Festival que vai parar o Pará. Primeira edição do Dança Carajás Festival, realizada em Parauapebas (PA), com a participação de 426 artistas de oito estados brasileiros. Ofereceu premiações em dinheiro, bolsas de estudo nacionais e internacionais, e contou com ampla atuação social, incluindo doação solidária de leite para mães HIV positivas.

- 2024 – Não houve edição neste ano devido à falta de patrocínio. A organização priorizou articulações institucionais e expansão internacional para retomada em 2025.

- 2025 – Tema: Desafiando o presente, dançando rumo ao futuro. A edição marca o retorno do festival com novas parcerias, lançamento de documentário e expansão das ações formativas e de intercâmbio na região da Amazônia Legal.

## Diretoria atual
| Cargo                                 | Nome                |
| ------------------------------------- | ------------------- |
| Coordenador Geral                     | Jarbas Alves        |
| Diretora de Produção                  | Joara Barros        |
| Diretor de Logística e Acessibilidade | Francisco Wanderson |
| Diretor Jurídico                      | Adriano Leite       |
| Diretor de Comunicação                | Andrey Araújo       |
| Coordenadora do Seminário             | Roseane Monteiro    |
| Diretora de Marketing                 | Polliana Carvalho   |

## Assembleia Geral
A governança reúne comissões institucionais renovadas por edição, envolvendo gestores, curadores e representantes de comunidades culturais e educativas.

## Internacionalização
O Dança Carajás Festival iniciou sua internacionalização em 2023, a partir de conexões estabelecidas no MICBR – Mercado das Indústrias Criativas do Brasil. Durante o evento, foi firmada parceria com a gestora cultural argentina Mónica Vega e a plataforma SOMMOS, resultando no projeto Conexões Culturais: Dança Carajás na Argentina.
Em fevereiro de 2024, cinco bailarinos premiados e a equipe da JA Produções realizaram um intercâmbio de dez dias em Buenos Aires, Bariloche e Lago Puelo, com apresentações, oficinas de danças brasileiras e ações educativas em escolas e espaços culturais. A experiência resultou na gravação de um documentário com mais de duas horas de duração, exibição pública gratuita, acessibilidade em Libras e legendas, além da produção de um livro em parceria com a Universidade Federal do Pará (UFPA), com lançamento previsto para 2025.
Em junho de 2024, o projeto foi apresentado no MICA – Mercado de Industrias Culturales Argentinas, com destaque no estande da SOMMOS e reconhecimento como exemplo de integração artística latino-americana. O festival também foi homenageado no Baile dos Artistas em Belém, pelo seu papel na difusão internacional da dança amazônica.
Ainda em 2024, o projeto “Conexões Culturais” foi aprovado na chamada pública da Funarte Brasil Conexões Internacionais, integrando a Temporada Cultural Brasil-França. Com isso, bailarinos selecionados representarão o Brasil na Bienal de Dança de Lyon, um dos principais eventos internacionais da área, reforçando o compromisso do festival com a formação e circulação artística internacional de jovens amazônidas.

## Participações em eventos nacionais
Em maio de 2024, bailarinos premiados com bolsas do Dança Carajás Festival participaram do Congresso Nacional de Dança Contemporânea, realizado na cidade de São Paulo (SP). A iniciativa teve como foco o aprofundamento técnico-pedagógico dos participantes e o fortalecimento de suas trajetórias artísticas em âmbito nacional.
A ação foi viabilizada por meio de articulações do festival com redes de fomento artístico, consolidando o papel do Dança Carajás como agente ativo na mobilidade e qualificação de jovens talentos da Região Norte. Os participantes beneficiados representaram a diversidade e o potencial criativo da Amazônia em um dos mais relevantes eventos do circuito nacional de dança contemporânea.
A presença no congresso não apenas proporcionou formação e intercâmbio entre artistas de diferentes estados brasileiros, como também fortaleceu os vínculos institucionais do festival com plataformas nacionais de fomento à arte, à inclusão e à inovação cultural.

### Participação no MICBR
Em novembro de 2023, o Dança Carajás Festival foi selecionado para participar do MICBR – Mercado das Indústrias Criativas do Brasil, realizado em Belém (PA). A edição reuniu milhares de empreendedores, artistas e gestores de cultura do Brasil e da América Latina, promovendo rodadas de negócios, painéis de inovação e internacionalização, além de vitrines artísticas e exposições setoriais.
Durante o evento, a equipe do festival articulou parcerias com instituições nacionais e internacionais, como a plataforma SOMMOS e a gestora cultural Mónica Vega (Argentina), resultando em intercâmbios internacionais em 2024 e novas frentes de internacionalização do projeto. A participação no MICBR consolidou o Dança Carajás como uma referência amazônica no setor das economias criativas brasileiras.

## Homenagens institucionais
O Dança Carajás foi homenageado no Baile dos Artistas em Belém como "Festival de Dança Destaque da Região de Carajás".^

## Programas sociais e de capacitação
- EcoPassos – plantio de mudas por inscrição no evento, promovendo consciência ambiental e compensação ecológica.[18]

- Movimento e Carreira – programa de treinamento intensivo e mentoria para inserção de jovens no mercado da dança, com acompanhamento de profissionais da área.[18]

- Intervenção nas Escolas – circuito de apresentações e oficinas em escolas públicas de zonas rurais e periféricas da cidade de Parauapebas, promovendo acesso à arte e à cultura entre crianças e adolescentes.[18]

- Jovens na Produção – formação prática de jovens em áreas técnicas e de produção cultural, como iluminação, som, palco, audiovisual e comunicação, com atuação direta durante o festival.[18]

- Acessibilidade em Cena – ações inclusivas com tradução simultânea em Libras, legendagem dos vídeos, audiodescrição e acessibilidade arquitetônica durante as apresentações e oficinas.[18]

- Doação Solidária – campanha de arrecadação de alimentos e leite em pó destinada a mães com HIV, vinculada à inscrição no festival e às atividades abertas ao público.[18]

- Rodas de Conversa – espaços formativos sobre temas sociais, raciais, ambientais e de gênero, promovendo reflexão crítica junto ao público participante e comunidade local.[18]

## Impacto regional
O Dança Carajás Festival tem impulsionado de forma significativa a economia cultural local, gerando demanda para profissionais de diferentes áreas, como técnicos de som e luz, figurinistas, cenógrafos, produtores culturais, prestadores de serviços gráficos, de alimentação e transporte. A realização do festival em Parauapebas também fortalece o turismo interno e movimenta a rede de hospedagem local durante os dias do evento. Em 2023, aproximadamente 70% dos participantes residiam em comunidades periféricas ou rurais da região, evidenciando o compromisso do festival com a democratização do acesso à cultura e a valorização de talentos oriundos de territórios socialmente vulneráveis.

## Reconhecimento da mídia
O Dança Carajás Festival tem sido amplamente repercutido pela imprensa regional e estadual, consolidando-se como uma das principais vitrines da dança no Norte do Brasil. Reportagens foram veiculadas por veículos como O Liberal, G1 Pará, Roma News, Rede Pará, DOL (Diário Online), Pebinha de Açúcar e Correio de Carajás, destacando tanto sua proposta formativa quanto seu impacto sociocultural e econômico em Parauapebas e região.

## Cobertura de Imprensa
O Dança Carajás Festival tem sido amplamente divulgado na mídia nacional e internacional, com reportagens, entrevistas e matérias publicadas por veículos como G1, Globo, Rede Pará, O Liberal, Diário Online, entre outros. Abaixo, uma seleção das matérias publicadas:
- Bailarinos paraenses participam do Congresso Nacional de Dança Contemporânea em SP – Rede Pará
- – Roma News
- G1 em 1 Minuto – GloboPlay
- Carimbó na Argentina – G1 Pará
- – O Liberal
- – Diário Online
- – Diario 7 Lagos (Argentina)
- – BT+
- – Roma News
- – Para Web News
- – Artigos em Foco
- – Portal Gurupi
- – Rádio Curi FM
- – Roma News
- – Diário Online
- – BT+
- – Rede Pará
- – G1 Pará
- – Gazeta da Semana
- – G1 Pará
- – Roma News
- – Portal F5
- – Dança em Pauta
- – Portal F5
- – Agenda de Dança
- – Jornal do Belém
- – Amazônia de Ferro
- – Roma News
- – Correio do Pará
- – Rede Pará
- – Diário Online
- – Prefeitura de Parauapebas
- – Prefeitura de Parauapebas

Essas matérias reforçam a relevância cultural, regional e nacional do festival, evidenciando sua presença consolidada na mídia especializada e jornalística.
1. ↑  «Dança Carajás Festival de Parauapebas é aprovado pela Lei Rouanet do Governo Federal». Rede Pará. 27 de junho de 2023. Consultado em 29 de julho de 2025
2. ↑  «Dançarinos paraenses participam de intercâmbio na Argentina». DOL. 3 de setembro de 2023. Consultado em 29 de julho de 2025
3. ↑  «Baile dos Artistas ocorre com homenagem ao Dança Carajás». Roma News. 20 de outubro de 2023. Consultado em 29 de julho de 2025
4. ↑  «Dança Carajás Festival reúne mais de 400 bailarinos em evento solidário». Portal F5. 25 de setembro de 2023. Consultado em 29 de julho de 2025
5. ↑  «Festival Dança Carajás recebe inscrições até domingo (13)». G1 Pará. 12 de agosto de 2023. Consultado em 29 de julho de 2025
6. ↑  «Dança Carajás Festival é aprovado pela Lei Rouanet». Rede Pará. 27 de junho de 2023. Consultado em 29 de julho de 2025
7. ↑  «Bailarinos paraenses desembarcam na Argentina». O Liberal. 3 de setembro de 2023. Consultado em 29 de julho de 2025
8. ↑  «Experiência na Argentina vira documentário». Roma News. 10 de setembro de 2023. Consultado em 29 de julho de 2025
9. ↑  «Dança Carajás é homenageado no Baile dos Artistas». DOL. 20 de outubro de 2023. Consultado em 29 de julho de 2025
10. ↑  Clipping oficial do Dança Carajás Festival – Imprensa
11. ↑  MICA – Mercado de Industrias Culturales Argentinas
12. ↑  MICBR – Ministério da Cultura do Brasil
13. ↑  Funarte – Brasil Conexões Internacionais 2025
14. ↑  Biennale de la danse de Lyon – Site oficial
15. ↑  Rede Pará – Bailarinos paraenses participam do Congresso Nacional de Dança Contemporânea em SP (2024)
16. ↑  Gov.br – MICBR 2023 tem início em Belém com presença de projetos culturais de todo o Brasil
17. ↑  «Baile dos Artistas presta homenagem ao Festival Dança Carajás». Roma News. 26 de junho de 2024. Consultado em 29 de julho de 2025
18. 1 2 3 4 5 6 7  «Portfólio Dança Carajás 2025» (PDF). Dança Carajás. p. 12. Consultado em 29 de julho de 2025
19. ↑  Predefinição:Citar documento
20. ↑  Predefinição:Citar documento